# Circondario di Tolmezzo
Il circondario di Tolmezzo era uno dei circondari in cui era suddivisa la provincia di Udine.

## Storia
Il circondario di Tolmezzo venne istituito nel 1912, succedendo all'omonimo distretto.
Nel 1923, in seguito alla riorganizzazione amministrativa dei territori annessi al Regno d'Italia dopo la prima guerra mondiale, venne aggregato al circondario il territorio dell'ex distretto di Tarvisio.
Il circondario di Tolmezzo venne soppresso nel 1926 e il territorio assegnato al circondario di Udine.

## Suddivisione
Alla sua istituzione il circondario comprendeva i comuni di Tolmezzo, Amaro, Ampezzo, Arta, Cavazzo Carnico, Cercivento, Chiusaforte, Comeglians, Dogna, Enemonzo, Forni Avoltri, Forni di Sopra, Forni di Sotto, Lauco, Ligosullo, Moggio Udinese, Ovaro, Paluzza, Paularo, Pontebba, Prato Carnico, Preone, Raccolana, Ravascletto, Raveo, Resia, Resiutta, Rigolato, Sauris, Socchieve, Sutrio, Treppo Carnico, Verzegnis, Villa Santina e Zuglio.